# Thomas Pollock
Thomas Pollock (* 6. Mai 1654 in Glasgow, Schottland; † 30. August 1722 im späteren Bertie County, Province of North Carolina) war ein britischer Kolonialgouverneur der Province of North Carolina.

## Leben
Über die Jugend und Schulausbildung von Thomas Pollock ist nichts überliefert. Über Maryland gelangte er im Juni 1683 in das Gebiet der späteren Provinz North Carolina. In den folgenden Jahren wurde er in seiner neuen Heimat ein einflussreicher Mann, der im Lauf seines Lebens als Händler, Rechtsanwalt, Pflanzer, Soldat und nicht zuletzt auch als Politiker tätig war. Außerdem war er kirchlich engagiert. Darüber hinaus war er einer der reichsten Landbesitzer (50.000 acres) in North Carolina. Er bewirtschaftete seine Ländereien mit Hilfe von bis zu 70 Sklaven afrikanischer Herkunft. Hinzu kamen noch einige versklavte Indianer.
Politisch bekleidete Pollock seit 1689 mehrere Ämter. Er wurde Mitglied im kolonialen Parlament und im Regierungsrat (executive council) der damaligen Province of Carolina. Außerdem war er als Richter tätig. Als Mitglied der Church of England war er ein entschiedener Gegner der Quäker. Als diese im Jahr 1711 unter der Führung von Thomas Cary gegen den damaligen für North Carolina zuständigen Gouverneur Edward Hyde rebellierten (Cary’s Rebellion), stellte sich Pollock hinter Hyde. Fast gleichzeitig kam es zum Ausbruch des Tuscarora-Krieges. Pollock, der zu dieser Zeit auch Offizier in der Miliz war, stellte eine Truppe von etwa 150 Mann zur Teilnahme an dem Krieg auf.
Im Januar 1712 wurde die Province of Carolina aufgeteilt. Im Süden entstand die Province of South Carolina und im Norden die Province of North Carolina. Erster offizieller Gouverneur der nördlichen Provinz wurde der bisher dort schon seit 1710 als stellvertretender Gouverneur der alten Provinz Carolina tätige Edward Hyde. Dieser amtierte aber nur für etwa neun Monate, bis er am 8. September 1712 einer Gelbfieber Epidemie zum Opfer fiel. Daraufhin wurde Thomas Pollock zu dessen Nachfolger als britischer Gouverneur von North Carolina bestimmt. Dieses Amt bekleidete er bis zum 28. Mai 1714. An diesem Tag trat der neu ernannte Gouverneur Charles Eden sein Amt an. In den knapp zwei Jahren als Gouverneur musste sich Pollock mit dem noch immer andauernden Indianerkrieg auseinandersetzen. Nach seinem Ausscheiden aus dem Amt setzte er seine früheren Tätigkeiten fort. Nach dem Tod Edens am 26. März 1722 wurde Pollock erneut zum Gouverneur der Kolonie bestellt. Dieses Amt übte er bis zu seinem Tod am 30. August desselben Jahres aus.
Thomas Pollock war zwei Mal verheiratet und hatte aus seiner ersten Ehe mit Martha Cullen West acht Kinder. Seine zweite Ehe mit Esther Wilkinson blieb kinderlos.